# K. H. Scheer
Karl-Herbert Scheer (Frankfurt-Harheim, 19 de Junho de 1928 — Bad Homburg, 15 de Setembro de 1991) foi um escritor alemão de ficção científica.
Seu primeiro trabalho apareceu em 1948 com o título:  Uma estrela pede assistência . Depois disso K. H.  Scheer teve um carreira sem paralelo no campo da ficção científica. 
No meio dos idos de 50 escreveu "a comunidade de interesse STELLARIS", 1958 como qual ganhou o Prêmio Hugo alemão. Sob o  pseudo de Alexej Turbojew ele escreveu também várias novelas de ficção científica, além de escrever policiais e aventuras- submarinas. Junto com Walter Ernsting (Clark Darlton) ele criou o maior sucesso da ficção cientifica alemã a série Perry Rhodan, que atingiu este ano o número de mais de 2300 livros editados em um regime semanal. Ele foi escritor-chefe da série do volume 1 até o volume 647 além de ter também este cargo para série  Atlan, O conceito para a série Perry Rhodan foi codificado por ele. Sua representação fortemente militarista e tecnologia armamentista figuram freqüentemente entre as suas preferências, a utilização das mesmas para resolver conflitos deu a ele a alcunha de „ granada Herbert ". 

## Obras
- Perry Rhodan
- Atlan
- ZBV (Romanserie)

## Literatura
- Heiko Langhans: K. H. Scheer : Konstrukteur der Zukunft. Pabel-Moewig Verlag, Rastatt 2001, ISBN 3-8118-7514-0